# Syzygium kerrii
Syzygium kerrii är en myrtenväxtart som beskrevs av Chantaran. och John Adrian Naicker Parnell. Syzygium kerrii ingår i släktet Syzygium och familjen myrtenväxter. Inga underarter finns listade i Catalogue of Life.